# Karin Buder
Karin Buder (* 28. Juli 1964 in Sankt Gallen, Steiermark) ist eine ehemalige österreichische Skirennläuferin. 1993 wurde sie Weltmeisterin im Slalom.

## Biografie
Buder erlernte das Skifahren im Alter von vier Jahren. Nachdem sie über den steirischen Landeskader den Aufstieg in den ÖSV-Kader geschafft hatte, kam sie bereits als 16-Jährige in der Saison 1980/81 in Schruns-Tschagguns zu ihrem ersten Weltcupeinsatz, fiel aber im ersten Durchgang aus. Danach startete sie vorwiegend im Europacup. Ihre ersten Weltcuppunkte gewann sie in der Saison 1982/83, bestes Saisonresultat war der zehnte Platz im Slalom von Davos am 11. Jänner 1983. In diesem Jahr gewann sie auch ihre ersten Europacuprennen und wurde, nachdem sie schon am 19. Februar 1981 Zweite im Slalom geworden war, nun österreichische Meisterin in derselben Disziplin.
In den nächsten beiden Jahren war Buder vorwiegend im Europacup im Einsatz und gewann in der Saison 1984/85 mit drei Siegen und weiteren sechs Podestplätzen die Gesamt- und die Slalomwertung. Ab der Saison 1985/86 war sie wieder im Weltcup am Start und erreichte am 5. Dezember 1986 mit dem dritten Platz in Waterville Valley erstmals das Podest. Mit drei weiteren Top-Ten-Plätzen wurde sie am Ende der Saison 1986/87 Zehnte der Slalomwertung. Der Höhepunkt dieses Winters waren die Weltmeisterschaften in Crans-Montana, wo sie den vierten Platz belegte.
In der Saison 1987/88 konnte sie zunächst nicht an ihre Vorjahresergebnisse anschließen und scheiterte an der mannschaftsinternen Qualifikation für die Olympischen Spiele in Calgary. Auch im folgenden Winter gelangen ihr keine Spitzenresultate und so konnte sie auch an den Weltmeisterschaften in Vail nicht teilnehmen, wurde aber 1989 zum zweiten Mal Österreichische Slalommeisterin.
In der Saison 1989/90 verbesserten sich ihre Resultate deutlich und sie konnte sich im Weltcup etablieren. Insgesamt kam Buder sechsmal unter die besten fünf und feierte im Slalom von Stranda am 11. März ihren ersten und einzigen Weltcupsieg. Damit erreichte sie den vierten Platz in der Slalomwertung. In der Saison 1990/91 wurde sie zweimal Fünfte und qualifizierte sich damit für die Weltmeisterschaften in Saalbach-Hinterglemm, fiel dort aber im ersten Durchgang aus. Im Endklassement kam sie auf Platz zehn in der Slalomwertung. Die Saison 1991/92 begann mit mehreren Top-Ten-Plätzen und bei den Olympischen Spielen in Albertville erreichte sie den fünften Rang im Slalom. Wenig später gelang ihr im Weltcupslalom von Sundsvall der dritte Platz und sie belegte in der Slalomwertung Rang sechs. Am Ende dieses Winters wurde sie zum dritten Mal Österreichische Meisterin.
In der Saison 1992/93 gelang Buder am 17. Jänner in Cortina d’Ampezzo der nächste Podestplatz, weitere zweimal kam sie unter die besten fünf. Der absolute Höhepunkt ihrer Karriere folgte bei den Weltmeisterschaften 1993 in Morioka-Shizukuishi. Vor der US-Amerikanerin Julie Parisien und der Österreicherin Elfi Eder wurde sie Weltmeisterin im Slalom. Sie war mit Start-Nr. 1 ins Rennen gegangen, lag nur auf Rang 7, doch mit Laufbestzeit im zweiten Durchgang fuhr sie zu Gold. Am Ende der Saison gab Buder ihren Rücktritt bekannt, dieser Entschluss stand aber schon längere Zeit fest.

## Erfolge

### Olympische Winterspiele
- Albertville 1992: 5. Slalom

### Weltmeisterschaften
- Crans-Montana 1987: 4. Slalom
- Morioka-Shizukuishi 1993: 1. Slalom

### Weltcup
- Saison 1986/87: 10. Slalomwertung
- Saison 1989/90: 4. Slalomwertung
- Saison 1990/91: 10. Slalomwertung
- Saison 1991/92: 6. Slalomwertung
- 1 Sieg (Slalom in Stranda am 11. März 1990), weitere 4 Podestplätze

### Europacup
- Saison 1984/85: 1. Gesamtwertung, 1. Slalomwertung
- Insgesamt 5 Siege, 4× Zweite, 2× Dritte

### Österreichische Meisterschaften
- Dreifache österreichische Meisterin im Slalom 1983, 1989 und 1992